# The King's Stars
I  King's Stars (in alcuni dischi il nome riportato in copertina è The King's Stars) sono stati un noto gruppo musicale di musica beat.

## Storia del gruppo

La prima formazione dei King's Stars assieme a Carlo Alberto Rossi (al centro)

Provenienti dalla zona di Rimini, si formano nel 1958 cominciando con le cover dei rock americani di quegli anni, eseguite con scrupolosa fedeltà all'originale. I componenti della prima formazione sono Gianni Molignoni (voce e chitarra), Massimo Zaghini (chitarra), Paolo Guidi(basso) e Pierangelo Belloni (batteria). Nel 1961 entra Oreste Ruggeri (pianoforte) e i King's Stars, che fino ad allora avevano fatto solo sporadiche esibizioni, cominciano ad animare i più importanti locali da ballo della riviera romagnola. Particolarmente rilevante la loro presenza nel 1962 e 1963 al Whisky Juke Box di Rimini, il locale di proprietà di Carlo Alberto Rossi, che viene considerato la prima "discoteca" riminese. Negli anni successivi si sono esibiti con formazioni rimaneggiate in diversi locali. Quasi istituzionale la loro presenza al Paradiso e all'Embassy Club.
Ottenuto un contratto discografico con la Sabrina, casa discografica milanese, debuttano con un 45 giri in cui propongono una cover di Roma nun fa la stupida stasera, celebre canzone scritta da Garinei e Giovannini e dal Maestro Armando Trovajoli per la commedia musicale Rugantino.
Riscuotono un buon successo con Alleluja surf, canzone che ricalca lo stile dei Beach Boys, dopodiché cambiano genere, avvicinandosi al beat.
Nel 1966 incidono un LP, in cui propongono tra le altre anche Con le mie lacrime, cover in italiano di As Tears Go By dei Rolling Stones.
Dopo il fallimento della Sabrina continuano ad incidere per altre etichette, per poi sciogliersi nel nuovo decennio.

## Discografia

### 33 giri
- 1966: Una notte al Paradiso Club (Sabrina, 5005)

### 45 giri
- 1964: Roma nun fa la stupida stasera/Quando eri qui (Sabrina, MS 386)
- 1964: Senza di te/Domani (non mi aspettare) (Sabrina, MS 388)
- 1965: Alleluja surf/I ricordi di una sera (Sabrina, MS 404)
- 1965: Grazie tante/I nostri orizzonti (Sabrina, MS 410)
- 1965: Alleluja surf/I nostri orizzonti (Sabrina, SAC 13.003)
- 1965: Quando la vedrai/La ballata di Gigi il duro (Sabrina, SAC 13.006)
- 1966: Con le mie lacrime/Wild Bronco (Sabrina, SAC 13.012)
- 1966: Riccione (un sogno verde e blu)/Fort Laredo (Sabrina, SAC 13.014)
- 1966: Amore ciao/Fort Laredo (Sabrina, SAC 13.015)
- 1967: Prima credevo in te/Io conoscevo una storia (Fox, HF 1019)
- 1967: Dove nascono le stelle/Per sempre questo amore (Sibilla, TN 2013)
- 1968: Ciao estate/Io e te (Sibilla, TN 2015)
- 1969: Come un angelo/È solo un'ora (Boston, BEM 007)

### CD compilation con altri artisti
- 1997: The best of Edig (Giallo Records, SAF 007; i King's Stars sono presenti con Come un angelo)